# 이다 (일러스트레이터)
이다 또는 2da(1982년 ~ , 포항 출생)는 대한민국의 작가이자 일러스트레이터이다. 서울여자대학교에서 문예창작학과 기독교학을 전공했다. 2000년대 초반, 솔직한 일상을 담은 그림일기로 호응을 얻었다.

## 단독 저서
- 이다의 허접질, 이룸, 2003
- 무삭제판 이다 플레이, 랜덤하우스코리아, 2008
- 내 손으로 발리, 뉴런, 2014
- 끄적끄적 길드로잉, 웅진지식하우스, 2015
- 이다의 작게 걷기, 웅진지식하우스, 2015
- 내 손으로 교토+오사카, 레진코믹스, 2016
- 내 손으로 치앙마이, 시공사, 2017
- Girl’s talk 사춘기라면서 정작 알려주지 않는 것들, 시공주니어, 2019
- 기억나니? 세기말 키드 1999, 위즈덤하우스, 2021
- 이다의 자연관찰일기, 현암사, 2023

## 일러스트레이션 작업
- 반달숲의 거인, 조준호, 시공주니어, 2018
- 어린이 토론학교 : 도덕과 생활, 김지은, 권이은, 우리학교, 2016
- 리얼 토킹 키즈편, Ellie Oh, Tasia Kim, 뉴런, 2015
- (English Re-Start) 트래블 토킹, Ellie Oh, Tasia Kim, 뉴런, 2014
- (English Re-Start) Real Talking in the Office, Ellie Oh, Tasia Kim, 뉴런, 2014
- 생물의 방어에 숨은 비밀, 최재천, 서수연, 리잼, 2013
- 태양광 섬 연대도의 비밀, 천세웅, 리잼 2013
- (English Re-Start) Small Talking with Strangers, Ellie Oh, Tasia Kim, 뉴런, 2013
- (English Re-Start) Everyday Talking Abroad, Ellie Oh, Tasia Kim, 뉴런, 2012
- (English Re-Start) Real Talking, Ellie Oh,  Anna Yang, Tasia Kim, 뉴런, 2011
- 돌멩이랑 주먹도끼랑 어떻게 다를까, 김경선, 시공주니어, 2011
- 반가워 DSLR, 심은식, 포토넷, 2011

## 전시
- 2002년: 그림패 인물화 전
- 2002년: 이다 전 (개인전)
- 2004년: 파티션 전
- 2005년: 석수시장 프로젝트
- 2006년: 2da playbook 전 (개인전)
- 2006년: 아트인시티 공공미술 프로젝트 '공장공장공장장' 전
- 2006년: 미세스 사이공 전
- 2007년: 이다이다 전 (개인전)
- 2007년: 석미섭의 아름다운 5월 이벤트 전
- 2007년: 셀프 팩토리 전
- 2008년: 나와 이다전 (개인전)
- 2009년: 아시아의 봄
- 2011년: 소소한 마음전 (개인전)
- 2018년: 불완전 (개인전)